# Johann Gottlieb Görner
Johann Gottlieb Görner (né le 16 avril 1697 à Penig, mort le 15 février 1778 à Leipzig) était un compositeur et organiste allemand. Son frère était le compositeur Johann Valentin Görner (de) et son fils l'organiste Karl Friedrich Görner. Il étudia à la Thomasschule zu Leipzig et à l'Université de Leipzig puis fut organiste à l'église Saint-Paul de Leipzig à partir de 1716 (il en devint directeur de musique en 1723) puis à l'église Saint-Nicolas de Leipzig à partir de 1721. Il créa un « Collegium Musicum » en 1723 qui concurrença celui de Johann Sebastian Bach.  